# 타원곡선 디피-헬먼
타원곡선 디피-헬먼(Elliptic-curve Diffie–Hellman, ECDH)은 타원곡선 암호를 이용한 디피-헬먼 키 교환 방식이다.

## 전제
- 모두 특정 정의역 매개변수(domain parameter)로 (p,a,b,g,n,h)의 6원소 튜플을 사용하기로 합의한다. 경우에 따라서 p={ m,f(x) }를 넣어 7원소 튜플을 쓸 수도 있다.

- 각 사용자(party)는 ECC 상에서 적절한 키쌍{\displaystyle (d_{x},Q_{x})}꼴을 보유해야 한다.
  - d는 무작위로 선택된 1부터 n-1사이의 정수로서, 개인키이다.
  - Q는 Q=dg를 만족하는 정수로서, 공개키이다.

## 절차
- 앨리스는 {\displaystyle (d_{A},Q_{A})}를, 밥은 {\displaystyle (d_{B},Q_{B})}를 키쌍으로 갖는다. 앨리스와 밥은 서로의 공개키를 교환하여 아는 상태이다.
- 앨리스는 점 {\displaystyle (x_{A},y_{A})=d_{A}Q_{B}}를 계산하고, 밥은 {\displaystyle (x_{B},y_{B})=d_{B}Q_{A}}를 계산한다.
  - {\displaystyle d_{A}Q_{B}=d_{A}d_{B}*g=d_{B}d_{A}*g=d_{B}Q_{A}}
- 공유된 비밀값(shared secret)은 {\displaystyle x_{k}}이다.
  - 최근에 사용되는 ECDH 기반 암호들은, 공유된 비밀값을 해쉬하여 대칭키를 만든다.

## 특징
- 공개키가 영구적(static)이면 그냥 ECDH로, 일시적(ephemeral)이면 ECDHE (ECDH Ephemeral)로 부른다.
  - Elliptic Curve Diffie-Hellman key Exchange 의 약자가 아니다.
- 인증은 중간자 공격을 피하기 위한 필수 요소이다.

## 같이 보기
- 디피-헬먼 키 교환